# Eve's Daughter
Eve's Daughter é um filme de drama mudo produzido nos Estados Unidos e lançado em 1918. É considerado um filme perdido.